# Lothar 3. (Tysk-romerske rige)
Lothar 3. af  Det tysk-romerske Rige, født som grev Lothar 2. af Süpplingenburg (født 9. juni 1075, død 3. december 1137 ved Breitenwang i Tyrol).
Han blev Hertug af Sachsen i 1106. Han var tysk konge fra 1125 og tysk-romersk kejser i 1133-1137.

## Familie
Lothar 3. var søn af grev Gebhard (ca 1030 – 1075). Han var også svigerfar til Henrik den Stolte og morfar til  Henrik Løve, der begge blev hertuger af Sachsen og Baiern. 

## Begravet i Kaiserdom Königslutter
Lothar 3. døde i Breitenwang i Tyrol,  og han blev begravet i den senere Klosterkirke (Kaiserdom Königslutter) i Königslutter am Elm. Hans gemalinde og svigersøn blev begravet i den samme kirke. 

## Eksterne links
- Wikimedia Commons har flere filer relateret til Lothar 3. (Tysk-romerske rige)
- Kaiser Lothar III i Katalog der Deutschen Nationalbibliothek
- Lothar III., Heiliges Römisches Reich, Kaiser referencesamling på Deutschen Digitalen Bibliothek

| Lothar 3.Huset SupplinburgFødt: 9. juni 1075 Død: 4. december 1137 |                                                |                            |
| Titler som regent                                                  |                                                |                            |
| Foregående: Henrik 5.                                              | Tysk-romersk kejser 1133–1137                  | Efterfølgende: Frederik 1. |
| Foregående: Henrik 5.                                              | Tysk konge (formelt: Romernes Konge) 1125–1137 | Efterfølgende: Konrad 3.   |